# Чёрное Озеро (Хакасия)
Чёрное О́зеро (хак. Хара кӧл) — село в Ширинском районе Республики Хакасия России. Административный центр сельского поселения Черноозёрный сельсовет.

## География
Село расположено на северном берегу озера с одноименным названием. Находится в 41 км от райцентра села Шира, Расстояние до столицы республики города Абакана 168 км, до аэропорта Абакан 166 км.

## Уличная сеть
1. Гаражная улица.
2. Горная улица.
3. Зелёная улица.
4. Магазинный переулок.
5. Новая улица.
6. Озерная улица.
7. Октябрьская улица.
8. Первомайская улица.
9. Пионерская улица.
10. Рабочий переулок.
11. Раздольная улица.
12. Советская улица.
13. Центральная улица.

## Население
| 2002 | 2010 |
| ---- | ---- |
| 1002 | ↘957 |

В 2010 году из 957 человек населения было 448 мужчины, 509 женщины.

## Экономика
Работают крестьянско-фермерское хозяйство «Берендей», фитоцентр «Прасковья».
Туризм.

## Достопримечательности
Чёрное — крупнейшее в Хакасии пресное озеро
Храм имени иконы Иверской Божией матери и великомученицы Параскевы.